# I Know You
«I Know You» (с англ. — «Я тебя знаю») — сингл британского R&B исполнителя Крейга Дэвида, записанный совместно с британской инди-поп группой Bastille. Он был написан Дэвидом, Дэном Смитом, Фрейзером Смитом и Carmen Reece для его седьмого студийного альбома The Time Is Now (2018), продюсированием руководил Фрейзер Смит. Песня была выпущена 23 ноября 2017 года в качестве второго сингла с альбома и достигла пятого места в UK Singles Chart.

## О песне
«I Know You» — первая совместная работа Дэвида и Bastille. Официальная аудиозапись песни была выпущена на официальном аккаунте Дэвида на YouTube 23 ноября 2017 года.

## Клип
Музыкальное видео на песню впервые было представлено 4 января 2018 года на официальном сайте NME, а затем было загружено на YouTube. В нём Дэвид и Смит (из Bastille) присутствуют на вечеринке. Другая песня Дэвида, «For the Gram», может быть услышана в начале на заднем плане. Видео «I Know You», снятое Алексом Саутэмом, показывает Дэвида на вечеринке в подвале, где он выпивает, поёт караоке и просто наслаждается общением с друзьями.

## Живое выступление
Дэвид и Смит впервые исполнили песню вживую на шоу Sounds Like Friday Night 24 ноября 2017 года, а затем исполнили её на шоу результатов Strictly Come Dancing 10 декабря 2017 года и в специальном выпуске Top of the Pops в канун Нового Года 31 декабря 2017 года. Дэвид исполнил песню соло на шоу The Last Leg 26 января 2018 года.

## Список композиций
| №  | Название                          | Producer(s)    | Длительность |
| -- | --------------------------------- | -------------- | ------------ |
| 1. | «I Know You» (featuring Bastille) | Fraser T Smith | 3:36         |

| №  | Название                                                   | Producer(s)                | Длительность |
| -- | ---------------------------------------------------------- | -------------------------- | ------------ |
| 1. | «I Know You» (featuring Bastille) (Canto Remix)            | Smith Canto [a]            | 3:31         |
| 2. | «I Know You» (featuring Bastille) (Sobr Remix)             | Smith Sobr [a]             | 3:33         |
| 3. | «I Know You» (featuring Bastille) (Vigiland Remix)         | Smith Vigiland [a]         | 3:03         |
| 4. | «I Know You» (featuring Bastille) (Sultan & Shepard Remix) | Smith Sultan & Shepard [a] | 3:39         |

## Хит-парады

### Еженедельные хит-парады
| Хит-парад (2017-18)                        | Строчка |
| ------------------------------------------ | ------- |
| Бельгия/Фландрия (Ultratip Bubbling Under) | 16      |
| Хорватия (HRT)                             | 81      |
| Европа (Billboard Euro Digital Song Sales) | 5       |
| Германия (GfK)                             | 92      |
| Венгрия (Single Top 40)                    | 31      |
| Ирландия (IRMA)                            | 30      |
| Шотландия (OCC Scotland)                   | 2       |
| Швейцария (Schweizer Hitparade)            | 65      |
| Великобритания (OCC UK Singles)            | 5       |
| США (Billboard Dance Club Songs)           | 12      |

### Хит-парады конца года
| Хит-парад (2018) | Строчка |
| ---------------- | ------- |
| UK Singles (OCC) | 83      |

## Сертификация
| Регион                                                                      | Сертификация | Продажи |
| --------------------------------------------------------------------------- | ------------ | ------- |
| Великобритания (BPI)                                                        | Платиновый   | 600 000 |
| Данные о продажах + прослушиваниях приведены только на основе сертификации. |              |         |

## Хронология выпусков
| Страна         | Дата           | Формат           | Лейбл         | Ref.  |
| -------------- | -------------- | ---------------- | ------------- | ----- |
| Великобритания | 23 ноября 2017 | Digital download | Insanity Sony | [ 1 ] |